# Francis Sejersted
Pour les articles homonymes, voir Sejersted.
Francis Sejersted est un historien norvégien né le 8 février 1936 à Aker (Oslo) et mort le 25 août 2015 à Oslo. Il est membre du Comité Nobel norvégien de 1982 à 1999 et le préside à partir de 1991,.

## Distinctions
- Commandeur de l'ordre de Saint-Olaf
- Commandeur de l'ordre royal de l'Étoile polaire